# Холуйское сельское поселение
Хо́луйское се́льское поселе́ние — муниципальное образование в Южском районе Ивановской области Российской Федерации.
Административный центр — село Холуй.

## Географические данные
- Общая площадь: 197,7 км²
- Расположение: юго-западная часть Южского района
- Граничит:
  - на севере — с Хотимльским сельским поселением
  - на западе — с Савинским районом Ивановской области
  - на юге — с Ковровским районом Владимирской области
  - на юго-востоке — с Мостовским сельским поселением
  - на востоке — с Южским городским поселением

## История
Образовано 25 февраля 2005 года, в соответствии с Законом Ивановской области N 53-ОЗ «О городском и сельских поселениях в Южском муниципальном районе».

## Население
| 2002  | 2010  | 2011  | 2012  | 2013  | 2014  | 2015  |
| ----- | ----- | ----- | ----- | ----- | ----- | ----- |
| 1948  | ↘1594 | ↘1586 | ↘1563 | ↘1541 | ↘1527 | ↘1464 |
| 2016  | 2017  | 2018  | 2019  | 2020  | 2021  |       |
| ↘1430 | ↘1402 | ↘1371 | ↘1327 | ↘1312 | ↘1134 |       |

## Населённые пункты
В состав сельского поселения входят 17 населённых пунктов:
| №  | Населённый пункт | Тип населённого пункта | Население |
| -- | ---------------- | ---------------------- | --------- |
| 1  | Борок            | село                   | ↗49       |
| 2  | Гавришево        | деревня                | ↘0        |
| 3  | Изотино          | село                   | ↘171      |
| 4  | Ирыхово          | деревня                | ↘25       |
| 5  | Косовка          | деревня                | ↘14       |
| 6  | Лучкино          | деревня                | ↘18       |
| 7  | Маньшино         | деревня                | ↘6        |
| 8  | Михали           | деревня                | ↘2        |
| 9  | Михеево          | деревня                | ↘5        |
| 10 | Мордовское       | село                   | ↘116      |
| 11 | Русино           | деревня                | ↘53       |
| 12 | Селищи           | деревня                | ↘184      |
| 13 | Сергеево         | деревня                | ↘3        |
| 14 | Снегирево        | деревня                | ↘59       |
| 15 | Соино            | деревня                | ↘28       |
| 16 | Спасское         | деревня                | ↘6        |
| 17 | Холуй            | село                   | ↘855      |

## Местное самоуправление
Администрация сельского поселения находится по адресу: Ивановская область, Южский район, с. Холуй, ул.1-я Набережная, 8.
Глава администрации — Т.Е. Данилова .